# Voyage, Voyage
«Voyage, Voyage»  es una canción grabada en 1986 por la cantante francesa Desireless. Fue el primer sencillo de su álbum François y se convirtió en un éxito en muchos países de Europa. En 2007, la cantante belga Kate Ryan realizó una versión de la canción.

## Versión de Desireless

### Orígenes
La canción fue escrita por Jean-Michel Rivat.

### Historia
Voyage, Voyage (Viaja, Viaja) fue curiosamente exportada a países normalmente cerrados a la música francesa. En Alemania, la canción se situó en el puesto máximo durante todo el año 1987 sobre el Top 20. Curiosamente, la canción no consiguió ser número uno en Francia, pero se mantuvo en un segundo puesto durante cuatro semanas, detrás de Elsa Lunghini con su primer éxito T'en vas pas, y permaneció en los puestos más altos durante 21 semanas, desde el 13 de diciembre de 1986 hasta el 9 de mayo de 1987.

### Lista de canciones
12" maxisencillo
1. «Voyage, Voyage» (remix extendido) (6:45)
2. «Voyage, Voyage» (4:12)

7" sencillo
1. «Voyage, Voyage» (4:12)
2. «Destin fragile» (instrumental) (3:31)

### Certificaciones y ventas
| País     | Certificado | Fecha | Ventas    |
| -------- | ----------- | ----- | --------- |
| Francia  | Oro         | 1987  | 1000 000+ |
| Alemania | Oro         | 1987  |           |

### Posiciones
| Puestos (1986-1987)     | Puesto máximo   |
| ----------------------- | --------------- |
| Austrian Singles Chart  | 1               |
| Belgian Singles Chart   | 1               |
| Danish Singles Chart    | 1               |
| Dutch Singles Chart     | 11              |
| French Singles Chart    | 2               |
| German Singles Chart    | 1               |
| Greek Singles Chart     | 1               |
| Irish Singles Chart     | 4               |
| Israeli Singles Chart   | 1               |
| Italian Singles Chart   | 26              |
| Norwegian Singles Chart | 1               |
| Russian Singles Chart   | 1               |
| Bolivian Singles Chart  | 1               |
| Spanish Singles Chart   | 1               |
| Swedish Singles Chart   | 11              |
| Swiss Singles Chart     | 4               |
| UK Singles Chart        | 5               |
| Chart (1988)            | Posición máxima |
| Irish Singles Chart 1   | 4               |

| Finales de 1987        | Posición |
| ---------------------- | -------- |
| Austrian Singles Chart | 6        |
| Swiss Singles Chart    | 1        |

## Versión de Kate Ryan
La cantante belga Kate Ryan hizo una versión de la canción incluida en su álbum de 2008. Voyage, voyage salió como un doble sencillo, junto con la canción We all belong, que fue el himno de los "Eurojuegos 2007" celebrados en Bélgica en 2007. 
Sin embargo, Voyage, Voyage es la única canción que tiene videoclip. Desde su lanzamiento el 11 de julio, se ubicó en el número 2 en Bélgica, 10 en los Países Bajos, 26 en Suecia, 20 en Grecia, 13 en Alemania, 7 en España, 12 en Polonia y 27 en Austria.

### Lista de canciones
CD sencillo
1. «Voyage, Voyage»
2. «Voyage, Voyage» (Versión extendida)
3. «We All Belong»
4. «We All Belong» (Versión extendida)

CD maxi

### Posiciones
| Listas (2007)                    | Puesto máximo |
| -------------------------------- | ------------- |
| Austrian Singles Chart           | 26            |
| Belgian (Flanders) Singles Chart | 2             |
| Belgian (Wallonia) Singles Chart | 28            |
| Dutch                            | 10            |
| Euro 200                         | 48            |
| Finnish Singles Chart            | 10            |
| German Singles Chart             | 13            |
| Greek Singles Chart              | 20            |
| Polish Singles Chart             | 12            |
| Spanish Singles Chart            | 4             |
| Swedish Singles Chart            | 26            |

### Certificaciones
| País                                                                                            | Certificación | Ventas certificadas |
| ----------------------------------------------------------------------------------------------- | ------------- | ------------------- |
| España (PROMUSICAE)                                                                             | Platino       | 40,000^             |
| Bélgica                                                                                         | Oro           | 10,000^             |
| * Sales figures based on certification alone. ^ Shipments figures based on certification alone. |               |                     |

## Otras versiones
- El grupo mexicano Magneto lanzó una versión en su álbum Vuela, vuela de 1991.
- El dúo de pop japonés Wink también realizó una versión en 1993 bajo el nombre de Eien no Lady Doll ~Voyage Voyage~ (La muñeca de la eternidad - Voyage Voyage 永遠のレディードール -Voyage Voyage-).
- También se realizó una versión gregoriana por el grupo Gregorian junto a la cantante soprano Sarah Brightman.
- El grupo The Nightflyer también hizo su versión
- En su álbum debut, el grupo de "freak rock" Los Gandules incluyeron una versión titulada "Bayas, Bayas", con una nueva y humorística letra en castellano.
- Bananarama también hizo una versión que cantaron en directo durante 2008. Fue incluida posteriormente en el álbum Viva (Deluxe Expanded Edition) .
- En el 2012 una nueva versión fue lanzada en español por Yamna Lobos, Tanza Varela, Nidyan Fabregat y José Miguel Puyol llamando al grupo como "Proyecto Rockstars".
- También en 2012 la cantante austriaca Soap&Skin lanzó como parte de su álbum Narrow una versión oscura de la canción.
- En el año 2020 los artistas DUBOSS e Imanbek realizaron una remix de Voyage, Voyage
- En 2021, la banda de metal gótico Sirenia realizó una versión de esta canción, incluida en el álbum Riddles, Ruins & Revelations.
- En 2023, la banda venezolana de hard rock/fusion CG Project realizó una versión de esta canción, incluida en el single de 3 canciones Breakthrough. La misma está basada en la versión de Magneto.